# Scleropages inscriptus
L'arowana birmano (Scleropages inscriptus Roberts, 2012; inscriptus = «iscritto/inciso») è un pesce predatore appartenente alla famiglia degli Osteoglossidae. La specie è stata descritta solo nel 2012 e si trova nella parte birmana della penisola malese, nella Divisione di Tanintharyi. L'esatto areale di distribuzione (fiumi Tanintharyi e/o Tenasserim) non è noto, poiché gli esemplari tipo provengono da esportatori di pesci ornamentali di Rangoon e Myeik. Scleropages inscriptus è l'unica specie di arowana finora conosciuta in Myanmar. Gli acquariofili thailandesi conoscevano già da circa dieci anni questi pesci, molto apprezzati per la loro colorazione.

## Descrizione
L'arowana birmano somiglia, per morfologia, dimensioni, formula delle pinne e delle scaglie, all'arowana asiatico (Scleropages formosus), il cui areale si estende subito a est. Per questo motivo Scleropages inscriptus è collocato nel sottogenere Delsmania, che comprende tutte le specie di Scleropages del Sud-est asiatico.
Si distingue da tutti gli altri arowana del Sud-est asiatico e dell'Australia per la presenza di complessi motivi colorati, a forma di labirinto o ondulati, sulle scaglie dei fianchi, sull'opercolo e intorno agli occhi. Questi caratteristici disegni compaiono soltanto negli esemplari adulti di grandi dimensioni e sono assenti nei giovani. Come le impronte digitali negli esseri umani, tali motivi sono unici per ciascun grande individuo. Fino ad oggi, simili disegni colorati sulle scaglie non sono noti in nessun altro pesce osseo.